# Фінал Кубка Іспанії з футболу 1934
Фінал Кубка Іспанії з футболу 1934 — футбольний матч, що відбувся 6 травня 1934 року. У ньому визначився 34-й переможець кубка Іспанії.

## Шлях до фіналу
| Мадрид            | Мадрид    | Мадрид                                                                 | Раунд       | Валенсія           | Валенсія  | Валенсія                 |
| ----------------- | --------- | ---------------------------------------------------------------------- | ----------- | ------------------ | --------- | ------------------------ |
| Суперник          | Результат | Матчі                                                                  |             | Суперник           | Результат | Матчі                    |
| -                 | -         | -                                                                      | 1/16 фіналу | Расінг (Сантандер) | 9–7       | 7–1 вдома; 2–6 на виїзді |
| Осасуна           | 8–1       | 3–0 на виїзді; 5–1 вдома                                               | 1/8 фіналу  | Мурсія             | 9–3       | 3–1 на виїзді; 6–2 вдома |
| Атлетік (Більбао) | 7–4       | 1–1 вдома; 1–1 на виїзді; 2–2 (нейтральне поле); 3–0 (нейтральне поле) | 1/4 фіналу  | Еркулес            | 4–2       | 1–2 на виїзді; 3–0 вдома |
| Бетіс             | 4–1       | 2–0 на виїзді; 2–1 вдома                                               | 1/2 фіналу  | Ов'єдо             | 5–3       | 2–2 вдома; 3–1 на виїзді |

## Подробиці
| 6 травня 1934 |

| Мадрид                 | 2:1      | Валенсія     |
| ---------------------- | -------- | ------------ |
| Іларіо 71' Ласкано 73' | Протокол | Віланова 48' |

| Монжуїк, Барселона Глядачів: 42 000 Арбітр: Агустін Вілальта |

|  |  |

| В             |  | Рікардо Самора (к) |
| З             |  | Хасінто Кінкосес   |
| З             |  | Сіріако Еррасті    |
| ПЗ            |  | Леонсіто           |
| ПЗ            |  | Антоніо Бонет      |
| ПЗ            |  | Педро Регейро      |
| Н             |  | Еухеніо Іларіо     |
| Н             |  | Іларіо             |
| Н             |  | Хосеп Самітьєр     |
| Н             |  | Луїс Регейро       |
| Н             |  | Хайме Ласкано      |
| Тренер:       |  |                    |
| Франсіско Бру |  |                    |

| В             |  | Енріке Кано         |
| З             |  | Луїс Пасарін (к)    |
| З             |  | Беніто Торрегарай   |
| ПЗ            |  | Тонін Конде         |
| ПЗ            |  | Карлос Ітурраспе    |
| ПЗ            |  | Іносенсіо Бертолі   |
| Н             |  | Гільєрмо Вільягра   |
| Н             |  | Хуан Коста          |
| Н             |  | Хосе Віланова       |
| Н             |  | Абдон Гарсія        |
| Н             |  | Домінго Торредефлот |
| Тренер:       |  |                     |
| Джек Грінвелл |  |                     |